# Antoine de Bruni d’Entrecasteaux

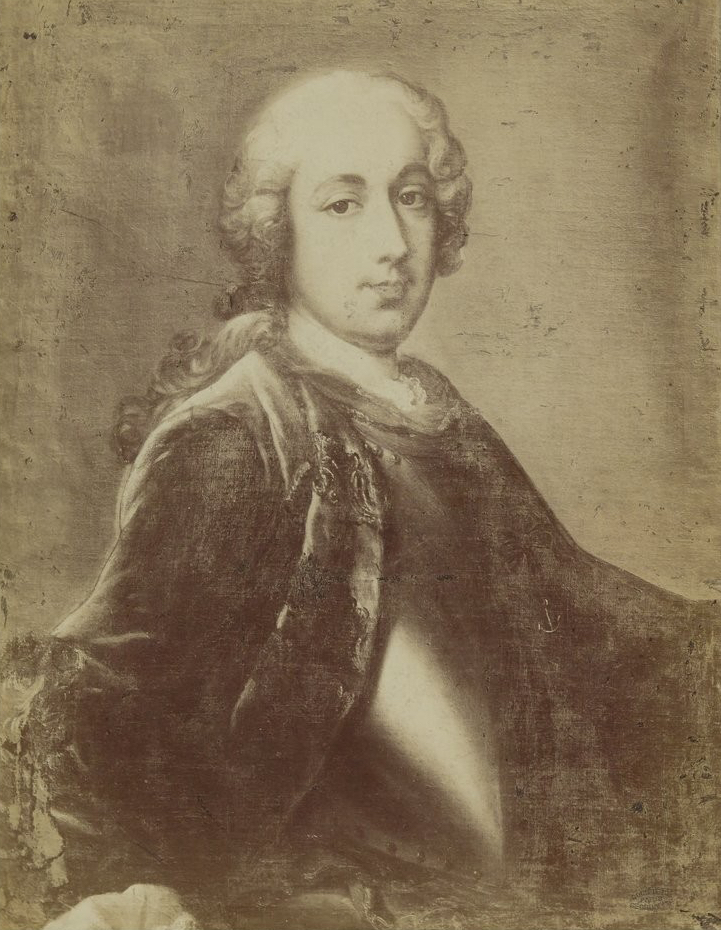
De Bruni d'Entrecasteaux, officier bij de vloot van het koninkrijk Frankrijk

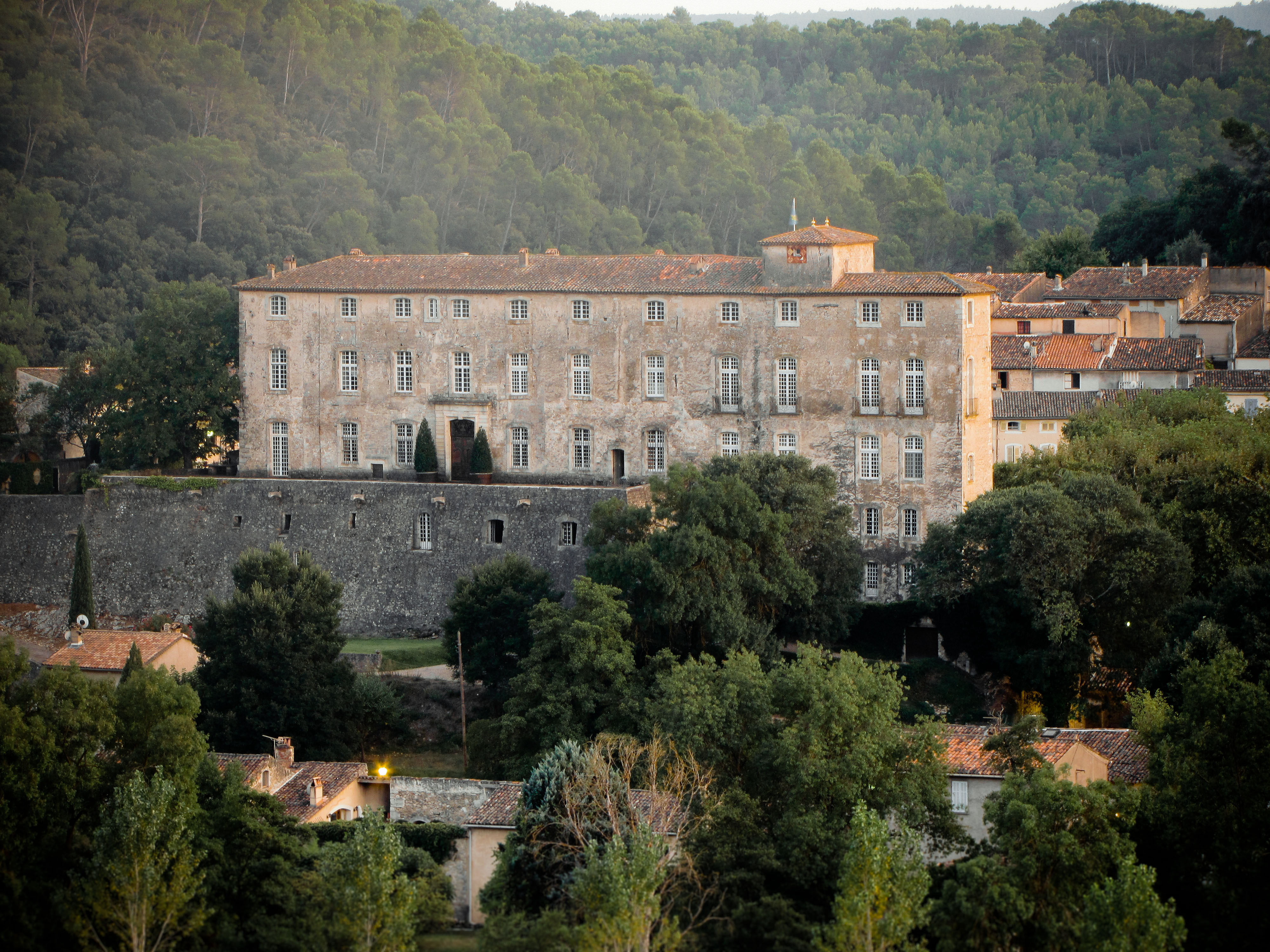
Zijn geboorteplek, het kasteel van Entrecasteaux (Provence)

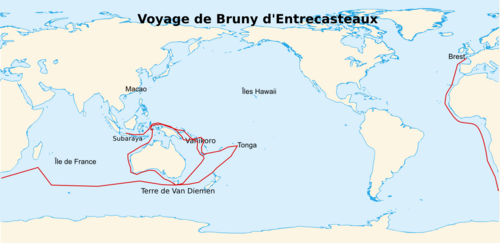
Reis van admiraal De Bruni in de jaren 1791-1793

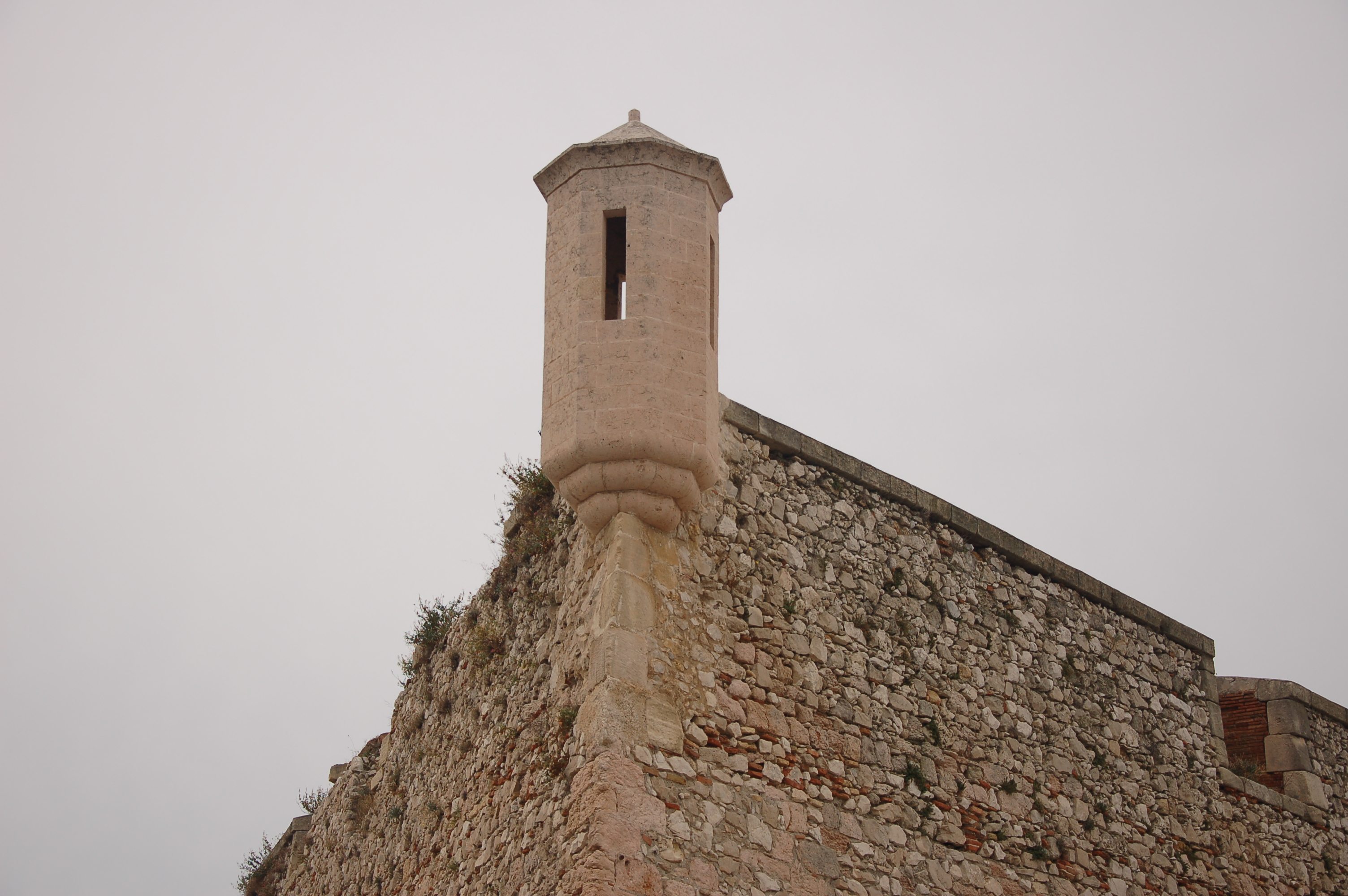
Kazerne Entrecasteaux, in Marseille

Antoine Reymond Joseph de Bruni d’Entrecasteaux (Entrecasteaux, 8 november 1737 – Stille Oceaan, 20 juli 1793) was een Frans admiraal, zeevaarder en gouverneur-generaal van de Mascarenen (1787-1789).

## Levensloop
De Bruni was een telg van de adellijke familie uit het graafschap Provence in het koninkrijk Frankrijk. Hij werd geboren op het kasteel van Entrecasteaux, nabij Aix-en-Provence, vandaar zijn bijnaam. Zijn vader was voorzitter van het parlement (of rechtbank) van de Provence. De Bruni droeg de titel van ridder van Entrecasteaux. Hij volgde tot zijn 15e jaar onderwijs bij de Jezuïeten in Aix-en-Provence. Hij wilde intreden bij de Jezuïeten aangezien hun wetenschappelijke studies hem aantrokken. Zijn vader verplichtte hem evenwel dienst te nemen op een oorlogsschip in Marseille (1754). Zo startte zijn vlootcarrière. 
Na een eerste reis naar de Franse kolonie Saint-Domingue – thans Haïti – keerde De Bruni terug voor zeeslagen in de Middellandse Zee tijdens de Zevenjarige Oorlog. Onder bevel van maarschalk Noël Jourda de Vaux mocht hij wetenschappelijke exploraties uitvoeren aan de vulkaan  Etna en op Corsica, ingenomen door de Fransen. Hij leverde er gevechten met Corsicaanse piraten en nadien met Tunesische piraten. 
In 1779 werd hij bevorderd tot vlootkapitein en bestookte hij de Britten met zijn oorlogsschip. Hij werd vereerd met de Orde van de Heilige Lodewijk.
Van 1783 tot 1785 was De Bruni commandant van Franse havens aan de Middellandse Zee, doch hij wenste weer zeevaarder te worden. Zo voer hij als eerste Fransman door de Straat van Soenda, langs de Molukken en de Marianen, naar China. Op zijn terugkeer stopte hij in de kolonie Mascarenen in de Indische Oceaan. Deze kolonie bestuurde hij twee jaar lang als gouverneur-generaal (1787-1789). 
In 1789 voer hij terug naar Frankrijk, waar de Franse Revolutie was uitgebroken.

### Zoektocht naar La Pérouse
In 1791 kreeg De Bruni een nieuwe opdracht. De opdracht kwam zowel van koning Lodewijk XVI als van de Assemblée Nationale. De Fransen waren immers in het ongewisse over het lot van de zeevaarder graaf Jean-François de La Pérouse. Deze laatste had, in naam van de Franse koning, aangemeerd in Botany Bay in Australië, maar sindsdien was deze nationale held van Frankrijk spoorloos. De Bruni werd naar aanleiding van deze zoektocht bevorderd tot admiraal, met de graad van schout-bij-nacht. Hij kreeg twee fregatten ter beschikking. De Bruni voerde het commando over La Recherche, zijn  adjudant Jean-Michel Huon de Kermadec over L'Espérance. De expeditie nam wetenschappers en artsen mee, die aantekeningen maakten over planten, landschappen en geneeskrachtige kruiden. Ook de bekende Franse hydrograaf en cartograaf Charles-François Beautemps-Beaupré was aan boord. 
Pas in 1792 kwamen de twee fregatten van admiraal De Bruni aan in de Stille Oceaan. Ze legden aan in de buurt van wat vandaag Nieuw-Caledonië is; vandaar ging het naar de Salomonseilanden, Nieuw-Ierland en de Admiraliteitseilanden. Via Lamboina belandde hij in Kaap Leeuwin, in Nieuw-Holland. Van graaf De la Pérouse vonden zij geen spoor, enkel een aantal verhalen die elkaar tegenspraken. In 1793 meerde De Bruni aan in Van Diemensland. Hij voer rond Australië verder terug naar Nieuw-Caledonië en via de Louisiaden, Santa Cruz en de Admiraliteitseilanden naar de Molukken, waar hij in september 1792 aankwam voor een verblijf van vijf weken. De scheepsvoorraden waren uitgeput en de bemanning was zwaar ziek. Meer dan de helft van de bemanning stierf, onder wie ook De Bruni. Bruni stierf ergens in de Stille Oceaan, misschien voor de kust van Papoea-Nieuw-Guinea (1793).
Zijn opvolger D'Auribeau hoorde van de afschaffing van de monarchie in Frankrijk en schonk de schepen aan de Hollanders in Nieuw-Holland. Hiermee vermeed D'Auribeau een confiscatie van de schepen door het nieuwe regime in Parijs. 
Terug in Parijs vertelden de overlevenden van de wereldreis later uitgebreid de reisverhalen en deze werden gepubliceerd. Het publiek in Parijs verslond de avonturen van admiraal De Bruni. De wetenschappers aan boord brachten ook een schat van observaties terug naar Parijs. Te allen tijde op hun wereldreis hadden zij de steun gekregen van admiraal De Bruni.

## Eerbetoon
- De D'Entrecasteaux-eilanden nabij Papoea-Nieuw-Guinea zijn naar hem genoemd.
- In Tasmanië dragen zowel het kanaal van Entrecasteaux als het Bruny-eiland zijn naam.
- Dit geldt ook voor het schiereiland Entrecasteaux, op het grootste eiland der Kerguelen.
- Het nationaal park D'Entrecasteaux ligt nabij Albany, West-Australië, waar hij aanmeerde.[7]
- Het pantserschip D'Entrecasteaux uit 1899 is naar hem genoemd.
- Een van de kazernes van het Fort Saint-Nicolas in Marseille draagt de naam kazerne Entrecasteaux. Het is een herinnering aan zijn tijd als commandant van Marseille.

- Australian Dictionary of Biography: bruny-dentrecasteaux-joseph-antoine-raymond-1841
- Bibsys: 6042886
- Biblioteca Nacional de España: XX5250966
- Bibliothèque nationale de France: cb153191826 (data)
- Gemeinsame Normdatei: 119253666
- International Standard Name Identifier: 0000 0000 7368 5064
- Library of Congress Control Number: n82275093
- Nationale bibliotheek van Australië: 36187222
- Nationale Bibliotheek van Israël: 987007435073405171
- Nederlandse Thesaurus van Auteursnamen: 070468044
- Système universitaire de documentation: 027637964
- Trove: 1225916
- Virtual International Authority File: 22440895
- WorldCat: E39PBJfxdBqxgbM8XQqG8HpkjC